# 布魯斯·比爾森

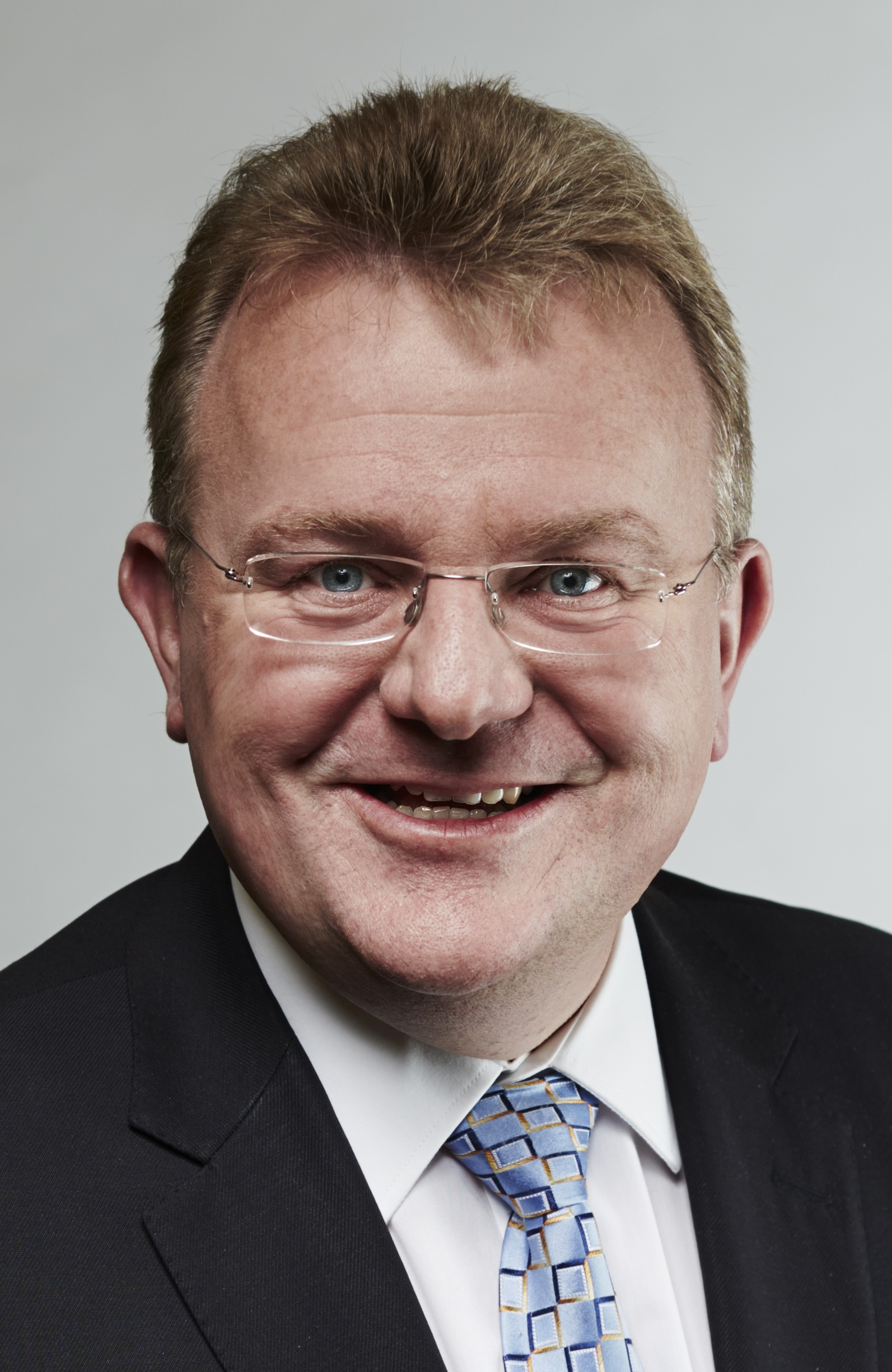

布魯斯·比爾森（Bruce Billson，1966年1月26日—）是一位澳洲政治人物，他的黨籍是澳洲自由黨。1996年至2016年，他是鄧克利選區選出的澳大利亞眾議院的議員。他曾經擔任澳洲小型商務部長。